# Герасимович Петро Сергійович
Петро Сергійович Герасимович — молодший лейтенант Збройних сил України, учасник російсько-української війни. Повний кавалер ордена «За мужність». Герой України.

## Життєпис
Народився у селі Більчинка Хмельницької області. Навчався у Мислятинській школі. 
У 2014—2019 роках брав участь в АТО/ООС. В березні 2022 року замінував та знищив логістичні шляхи росіян на Київщині. В 2024 році зазнав поранення внаслідок удару «Шахеда». Проходить реабілітацію.

## Нагороди
- Звання Герой України з врученням ордена «Золота Зірка»[4].
- Орден «За мужність» I ступеня (28 вересня 2022) — за особисту мужність і самовіддані дії, виявлені у захисті державного суверенітету та територіальної цілісності України, вірність військовій присязі[5].
- Орден «За мужність» II ступеня (6 липня 2022) — за особисту мужність і самовіддані дії, виявлені у захисті державного суверенітету та територіальної цілісності України, вірність військовій присязі[6].
- Орден «За мужність» III ступеня (4 квітня 2022) — за особисту мужність і самовіддані дії, виявлені у захисті державного суверенітету та територіальної цілісності України, вірність військовій присязі[7].
- Медаль «За військову службу Україні» (28 липня 2021) — за особисту мужність, виявлену під час бойових дій, зразкове виконання військового обов'язку та з нагоди Дня Сил спеціальних операцій Збройних Сил України[8].